# 水江博
水江 博（みずえ ひろし、1946年（昭和21年）8月1日 - ）は、日本の実業家。2012年より関電工社長。
関電工では46年振りに生え抜きで社長に就任した人物である。

## 略歴
- 1946年 - 出生
- 1969年 - 明治大学商学部卒業。関東電気工事（現・関電工）入社。理事企画部長などを歴任。
- 2002年 - 取締役に就任。以後、企画担当の役員を約10年務め、経営計画などに従事。
- 2002年 - 常務取締役
- 2010年 - 専務取締役に就任。原価低減担当、経営監理室・業務改革推進室・企画部・総務部・営業担当を務める。
- 2011年 - 副社長
- 2012年 - 社長